# كونارد لاين
كونارد لاين (بالإنجليزية Cunard Line) هي شركة نقل بحري بريطانية تشغل عابرات المحيط ار ام اس كوين اليزاباث 2، ار ام اس كوين ماري 2 والسفينة السياحية ام اس كوين فكتوريا.
يقع مقر الشركة الحالي بسانتا كلارا، كاليفورنيا، الولايات المتحدة الأمريكية. وهي تشترك في نفس المبنى مع برانساس كرويز.

## انجازات
كانت كونارد لاين سباقة في عدة إنجازات منها :
- أول رحلات عبور منتظمة للأطلسي (ار ام اس بريطانيا، 1840)
- أول سفينة ركاب بإضاءة إلكترونية (اس اس سارفيا، 1881)
- أول مركز صحي وجمنازيوم على متن سفينة ار ام اس فرنكونيا، 1911)
- أكبر سفينة ركاب (حتى 1911) (ار ام اس موريتانيا، 1907)
- أكبر سفينة ركاب (حتى 1996) (ار ام اس كوين اليزاباث، 1940)
- أكبر سفينة ركاب (حتى 2006) (ار ام اس كوين ماري 2، 2004)